# Nikl-metal hydridový akumulátor
Nikl-metal hydridový akumulátor, zkráceně NiMH, je druh galvanického článku. V první dekádě 21. století to byl jeden z nejčastěji používaných druhů akumulátorů. Ve srovnání s jemu podobným nikl-kadmiovým akumulátorem má přibližně trojnásobnou kapacitu. Hlavními důvody jeho velkého rozšíření je jeho značně velká kapacita a schopnost dodávat poměrně velký proud spolu s přijatelnou cenou. Určité omezení představuje jeho napětí 1,2 V, které je nižší než napětí běžných baterií na jedno použití s 1,5 V, které může v řadě případů nahradit, ale ne vždy.

## Elektrochemická reakce
Záporná elektroda je tvořena speciální kovovou slitinou, která s vodíkem vytváří směs hydridů neurčitého složení. Tato slitina je většinou složena z niklu, kobaltu, manganu, případně hliníku a některých vzácných kovů – lanthanu, ceru, neodymu, praseodymu. Kladná elektroda je z oxid-hydroxidu niklitého – NiO(OH) a elektrolytem je vodný roztok hydroxidu draselného.
Celková reakce vybíjení:
MH + NiO(OH) → M + Ni(OH)2
- Na záporné elektrodě

MH + OH− → M + H2O + e−
- Na kladné elektrodě

NiO(OH) + H2O + e− → Ni(OH)2 + OH−
Kde M a MH je výše zmíněná slitina s případně navázaným vodíkem. Při nabíjení probíhají uvedené reakce opačným směrem.

## Vlastnosti

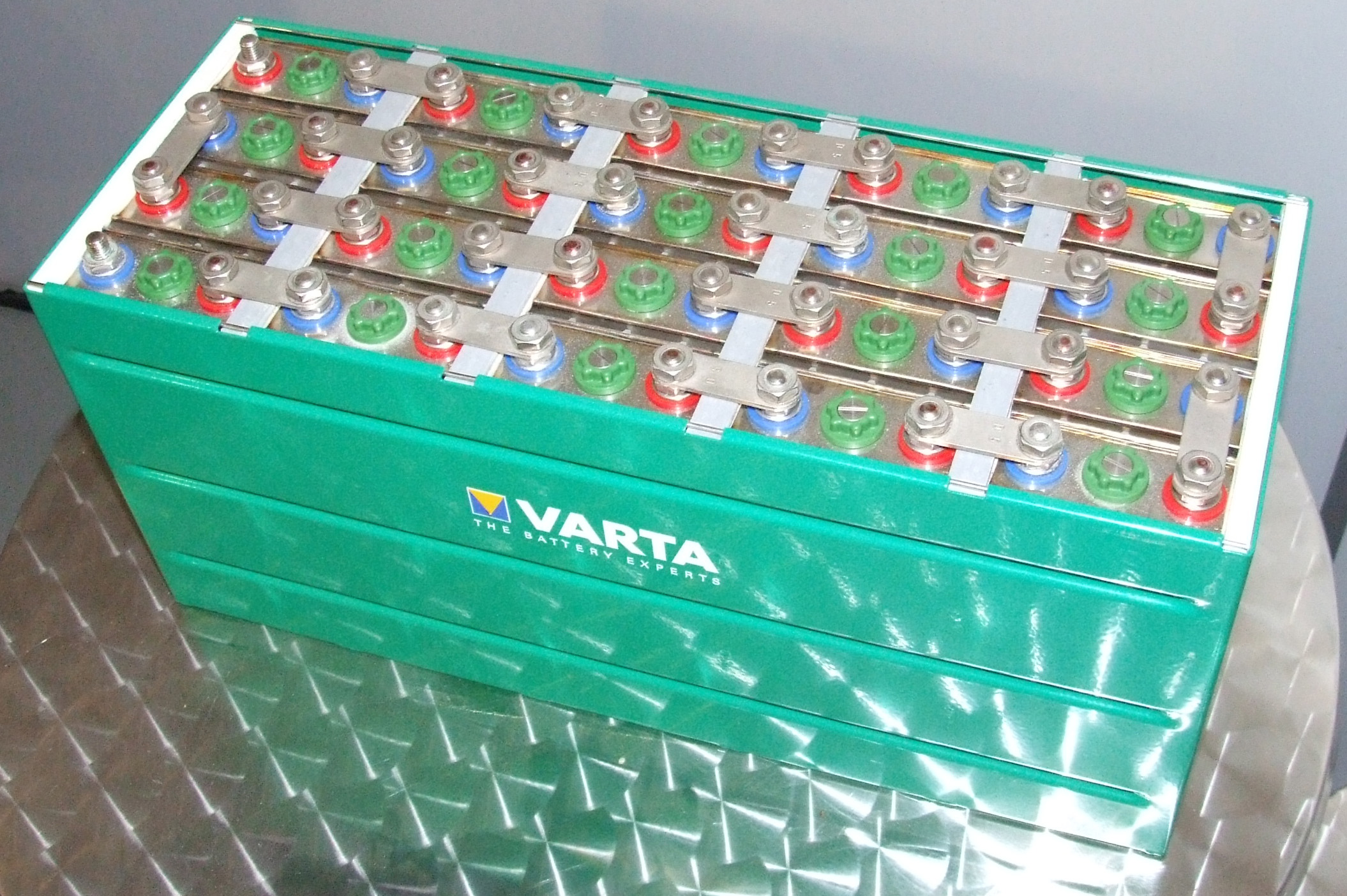
Nikl-metal hydridový akumulátor firmy Varta vystavený v muzeu Autovision v Altlußheimu v Německu

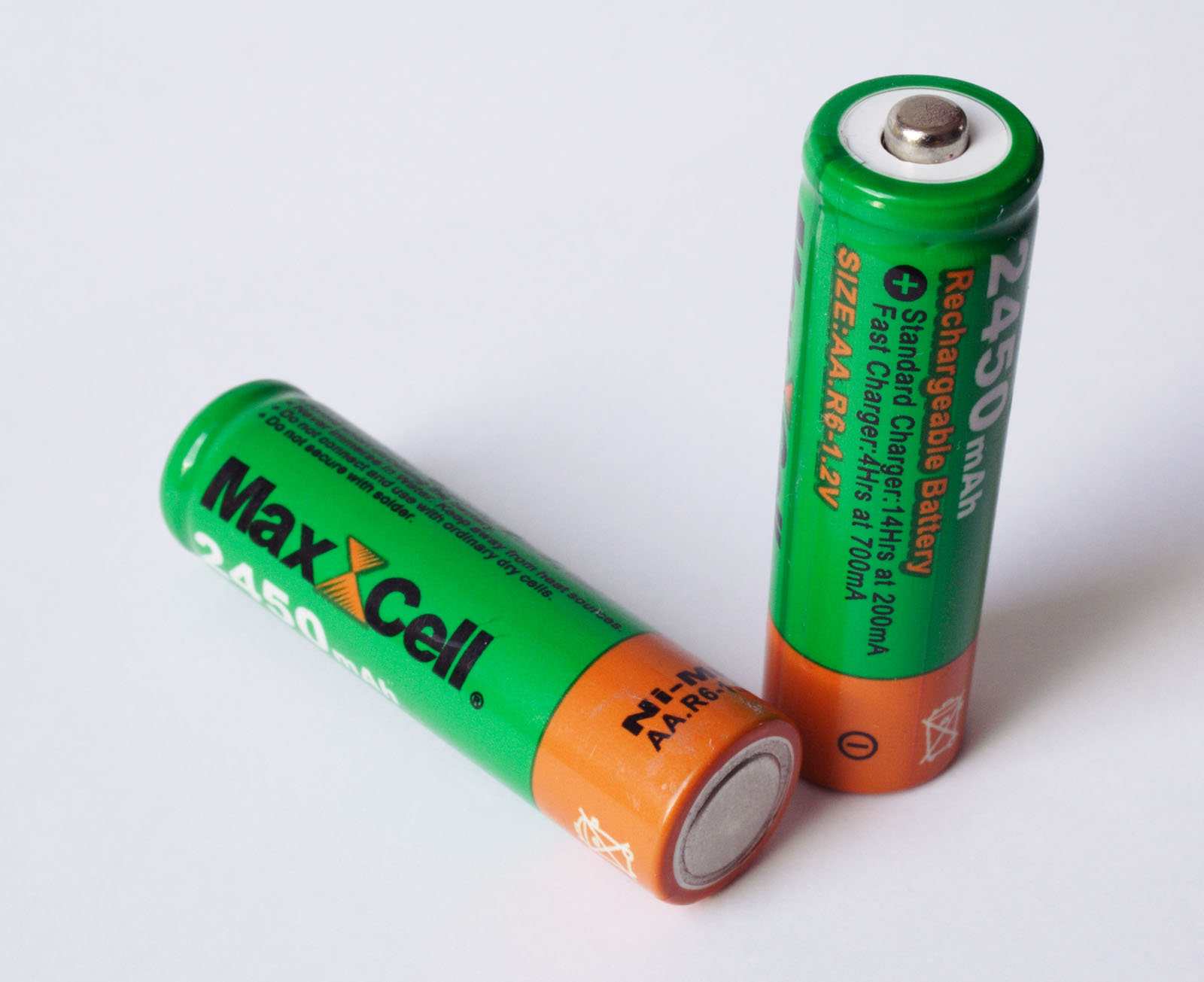
Komerční NiMH akumulátory velikosti AA.

Jmenovité napětí je 1,2 V. Napětí (naprázdno) plně nabitého článku je 1,4 V; napětí vybitého článku je 1,0 V. Nevýhodou tohoto akumulátoru je dosti velká úroveň samovybíjení – asi 15-30 % za měsíc při pokojové teplotě. Při nižších teplotách se samovybíjení podstatně sníží. Uvedená úroveň samovybíjení se týká klasických NiMH akumulátorů s vysokou kapacitou (2500 - 2700 mAh u AA a 1000 - 1200 mAh u AAA). V praxi je dnes hojně využíváno akumulátorů s nižší kapacitou (kolem 2000 mAh AA a 800 mAh u AAA), ale s daleko nižším samovybíjením a mnohem delší životností (reálně až 1000 nabíjecích cyklů). Takovéto akumulátory se nazývají "ekologické" a často bývají přednabity z výroby (označení "Ready to use"). Obecně tedy platí, že čím nižší celková kapacita, tím delší životnost. Tyto akumulátory se používají do stále používaných přístrojů, jako jsou vysílačky, dětské chůvičky a přenosné telefony. Nízkokapacitní NiMH akumulátory (1000 - 1400 mAh u AA a 500 - 600 mAh u AAA) totiž můžeme nabíjet při jakémkoliv stavu nabití, bez větších poškození.

### Výhody NiMH
Jak je výše uvedeno, má NiMH akumulátor oproti starším NiCd akumulátorům až 2,5× větší kapacitu. Dokáže dodávat relativně vysoké proudy. Má dlouhou životnost, malé pořizovací náklady, možnost rychlonabíjení bez většího poškození. Napětí 1,2 V v podstatě během vybíjení neklesá.

### Nevýhody NiMH
Při nízkých teplotách (5 °C a méně) se baterie začínají "blokovat" (zdá se, že nemají energii, ale při ohřátí se zase vrátí). Napětí je pak pouze 1,2 V, což může být pro některé elektronické přístroje nedostatečné.